# Edward Vaughan Bevan
Edward Vaughan Bevan (3. november 1907 - 22. februar 1988) var en engelsk roer og olympisk guldvinder.
Beesly studerede på University of Cambridge og trænede Cambridges båd op til det traditionsrige Oxford vs. Cambridge Boat Race på Themsen.
Bevan vandt ved OL 1928 i Amsterdam, som del af den britiske firer uden styrmand, en guldmedalje sammen med John Lander, Michael Warriner og Richard Beesly. Briterne besejrede USA, der fik sølv, i finalen, mens Italien tog bronzemedaljerne. Det var den eneste udgave af OL han deltog i.

## OL-medaljer
- 1928:  Guld i firer uden styrmand